# Дюбуа, Жан-Поль (актёр)
Жан‑Поль Дюбуа (фр. Jean-Pol Dubois; 17 марта 1951 — июль 2025) — французский актёр театра и кино.

## Биография
Жан‑Поль Дюбуа родился 17 марта 1951 года. С 1970-х годов активно работал в театре и снимался в кино и на телевидении.

## Избранная фильмография
- A Captain’s Honor (1982) as Mr. Dubois
- Target (1985) as Glasses
- Life and Nothing But (1989) as André
- Louis, the Child King (1993)
- The Cost of Living (2003) as Brett
- Before I Forget (2007) as L’homme
- The Princess of Montpensier (2010) as Charles, Cardinal of Lorraine
- If You Saw His Heart (2017)

## Смерть
Скончался в июле 2025 года в возрасте 74 лет.